# Xã Richmond, Quận Huron, Ohio
Xã Richmond (tiếng Anh: Richmond Township) là một xã thuộc quận Huron, tiểu bang Ohio, Hoa Kỳ. Năm 2010, dân số của xã này là 1.102 người.